# Ronaldo Foi pra Guerra
Ronaldo Foi pra Guerra é um álbum da banda brasileira Lobão e os Ronaldos, lançado em julho de 1984 pela RCA Victor (atual Sony Music)..
A canção "Me Chama" se tornou uma das músicas mais famosas do Brasil, ficando na 47ª posição das maiores músicas brasileiras, segundo a Rolling Stone, sendo regravada por diversos artistas, entre eles João Gilberto, Marina Lima, Nélson Gonçalves, Simone Bittencourt e Biquini Cavadão. A versão deste primeiro, no entanto, foi criticada por Lobão pela supressão do verso "Nem sempre se vê mágica no absurdo". Outras músicas de sucesso foram a canção  "Corações Psicodélicos","Rio de Delírio" e "Os Tipos Que Eu Não Fui".
Lobão questionou a vendagem do disco informado pela gravadora, suspeitando que ele tenha vendido mais do que o número divulgado.
Esse é o primeiro e único álbum de estúdio que Lobão lançou com uma banda. Em 2012, foi lançado o CD e DVD "Lobão Elétrico: Lino, Sexy & Brutal" em comemoração aos seus 30 anos de carreira solo, em que Lobão contou com uma banda, e a participação especial do guitarrista Luiz Carlini.

## Faixas
| N.º | Título                    | Duração |  |
| 1.  | "Corações Psicodélicos"   | 3:43    |  |
| 2.  | "Não Tô Entendendo"       | 2:34    |  |
| 3.  | "Tô à Toa Tokio"          | 3:13    |  |
| 4.  | "Abalado"                 | 3:21    |  |
| 5.  | "Os Tipos Que Eu Não Fui" | 3:08    |  |
| 6.  | "Bambina"                 | 3:25    |  |
| 7.  | "Me Chama"                | 3:46    |  |
| 8.  | "Rio de Delírio"          | 4:13    |  |
| 9.  | "Inteligenzia"            | 3:36    |  |
| 10. | "Teoria da Relatividade"  | 2:17    |  |
| 11. | "Dr. Raymundo"            | 2:28    |  |
| 12. | "Ronaldo Foi pra Guerra"  | 2:33    |  |